# Uchimura Yoshihiro
Uchimura Yoshihiro (内村 圭宏 sinh ngày 24 tháng 8 năm 1984 ở Oita) là một cầu thủ bóng đá người Nhật Bản hiện tại thi đấu cho Hokkaido Consadole Sapporo.

## Thống kê sự nghiệp câu lạc bộ
Cập nhật đến ngày 23 tháng 2 năm 2018.
| Thành tích câu lạc bộ | Thành tích câu lạc bộ      | Thành tích câu lạc bộ | Giải vô địch | Giải vô địch | Cúp                   | Cúp                   | Cúp Liên đoàn | Cúp Liên đoàn | Tổng cộng | Tổng cộng |
| Mùa giải              | Câu lạc bộ                 | Giải vô địch          | Số trận      | Bàn thắng    | Số trận               | Bàn thắng             | Số trận       | Bàn thắng     | Số trận   | Bàn thắng |
| Nhật Bản              | Nhật Bản                   | Nhật Bản              | Giải vô địch | Giải vô địch | Cúp Hoàng đế Nhật Bản | Cúp Hoàng đế Nhật Bản | Cúp Liên đoàn | Cúp Liên đoàn | Tổng cộng | Tổng cộng |
| --------------------- | -------------------------- | --------------------- | ------------ | ------------ | --------------------- | --------------------- | ------------- | ------------- | --------- | --------- |
| 2003                  | Oita Trinita               | J1 League             | 6            | 0            | 0                     | 0                     | 1             | 0             | 7         | 0         |
| 2004                  | Oita Trinita               | J1 League             | 1            | 0            | 0                     | 0                     | 1             | 0             | 2         | 0         |
| 2005                  | Oita Trinita               | J1 League             | 5            | 1            | 1                     | 0                     | 0             | 0             | 6         | 1         |
| 2006                  | Oita Trinita               | J1 League             | 18           | 1            | 0                     | 0                     | 4             | 0             | 22        | 1         |
| 2007                  | Ehime FC                   | J2 League             | 40           | 6            | 2                     | 0                     | -             | -             | 42        | 6         |
| 2008                  | Ehime FC                   | J2 League             | 34           | 4            | 2                     | 1                     | -             | -             | 36        | 5         |
| 2009                  | Ehime FC                   | J2 League             | 47           | 18           | 1                     | 1                     | -             | -             | 48        | 19        |
| 2010                  | Hokkaido Consadole Sapporo | J2 League             | 28           | 5            | 1                     | 0                     | -             | -             | 29        | 5         |
| 2011                  | Hokkaido Consadole Sapporo | J2 League             | 27           | 12           | 0                     | 0                     | -             | -             | 27        | 12        |
| 2012                  | Hokkaido Consadole Sapporo | J1 League             | 27           | 2            | 1                     | 0                     | 2             | 0             | 30        | 2         |
| 2013                  | Hokkaido Consadole Sapporo | J2 League             | 32           | 17           | 0                     | 0                     | -             | -             | 32        | 17        |
| 2014                  | Hokkaido Consadole Sapporo | J2 League             | 29           | 5            | 0                     | 0                     | -             | -             | 29        | 5         |
| 2015                  | Hokkaido Consadole Sapporo | J2 League             | 35           | 7            | 0                     | 0                     | -             | -             | 35        | 7         |
| 2016                  | Hokkaido Consadole Sapporo | J2 League             | 42           | 11           | 1                     | 0                     | -             | -             | 43        | 11        |
| 2017                  | Hokkaido Consadole Sapporo | J1 League             | 15           | 0            | 1                     | 0                     | 4             | 0             | 20        | 0         |
| Tổng cộng sự nghiệp   | Tổng cộng sự nghiệp        | Tổng cộng sự nghiệp   | 386          | 89           | 10                    | 2                     | 12            | 0             | 408       | 91        |